# Črna prst
Črna prst (1844 m) je gora na jugovzhodu Julijskih Alp. Leži na obrobju Triglavskega narodnega parka. Pod vrhom se pojavljajo liasni apnenci s temnimi plastmi manganove rude, ki dajejo gori ime. Na vrhu in po pobočjih uspevajo zanimive rastlinske vrste.
Na Črni prsti stoji tudi planinski dom Zorka Jelinčiča.

## Dostop
Na Črno prst vodi množica markiranih poti – iz Bohinjske Bistrice se lahko povzpnete na vrh po dveh poteh, nekoliko bolj zahodno vodi pot ki se začne v Polju, ob cesti iz Bohinjske Bistrice proti jezeru, z južne strani pa vodijo iz Baške grape poti iz Podbrda, Trtnika, in Kala. Nekoliko bolj zahtevni planinci se lahko odločijo za daljšo turo, po kateri se pride na Črno prst z Vogla preko celotnega grebena Spodnjih Bohinjskih gora, ali pa za vzpon preko Planine za Črno goro.

## Rastlinstvo
Tu raste bogata in bujna flora, ki že nad 200 let privlači botanike. Na naravno ohranjenih gorkih traviščih rastejo redke vrste: alpska možina (Eryngium alpinum), bleščeči pelin (Artemisia nitida), gorski dimek (Crepis bocconi), pirenejska vijolica (Viola pyrenaica) in endemične rastlinske vrste: ozkolistna preobjeda (Aconitum angustifolium), Moehringia villosa). Na Črni prsti je klasično nahajališče Hacquetovega ušivca (Pedicularis hacqueti) in julijski ušivec (Pedicularis julica). Med posebnostmi pa lahko omenimo še srebrno krvomočnico (Geranium argenteum), noriško deteljo (Trifolium noricum) in endemično kratkodlakavo popkoreso (Moehringia villosa).

## Živalstvo
Na Črni prsti je tipično najdišče metulja gorski apolon (Parnassius apollo rhea).